# Seizingsteek

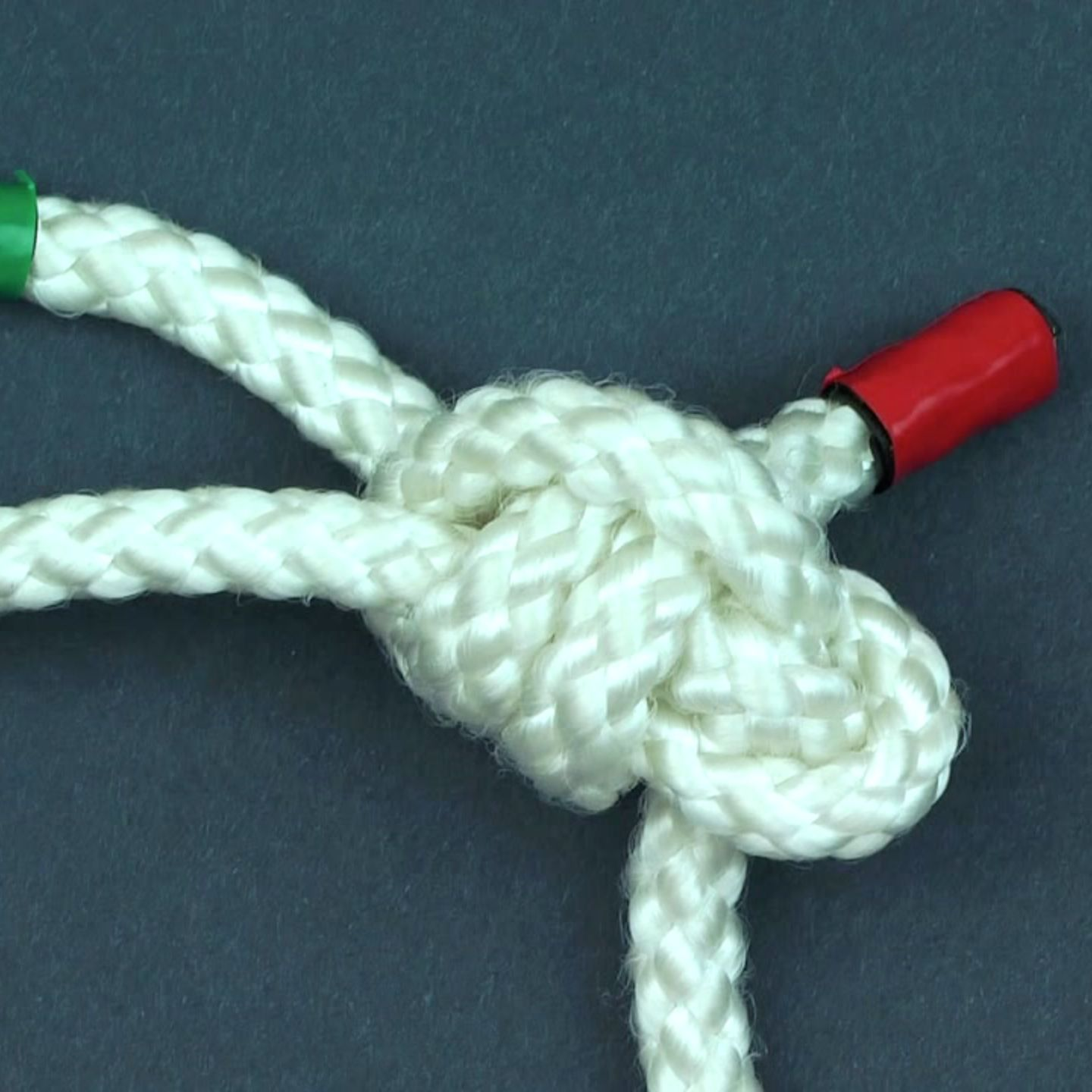
Seizingsteek

Een seizingsteek is een knoop die als alternatief voor de schootsteek kan worden gebruikt. Deze knoop dient om 2 touwen van ongelijke dikte met elkaar te verbinden en biedt in vele gevallen een stevige binding. De seizingsteek wordt vooral bij het zeilen toegepast.